# Javni rashodi
Javni rashodi su svi izdatci države u najširem smislu radi obavljanja njezinih ustavom i zakonom određenih funkcija.

## Klasifikacija javnih rashoda
- redovni i izvanredni
- produktivni i neproduktivni
- investicijski i transferni
- osobni i materijalni
- odgodivi i neodgodivi
- rashodi lokalnih i centralnih tijela
- rashodi u novcu i u naturi

## Načela javnih rashoda
- Načelo javnog interesa

Javni rashodi bi se trebali koristiti za zadovoljavanje općih potreba
- Načelo štednje

Prije nego što se sredstva utroše potrebno je napraviti sveobuhvatnu analizu raznih varijanti (alternativa) i zatim odabrati optimalan rezultat u minimalna ulaganja
- Načelo hitnosti

Govori da treba rangirati važnost rashoda. Ako su nam dva rashoda jednako bitna, a nemamo dovoljno sredstava, zadovoljavamo ih oba u isto vrijeme, ali uz proporcionalno smanjenje iznosa
- Načelo izvora sredstava

Nalaže da se javni rashodi trebaju podmirivati iz nacionalnog dohotka (BDP-a), a ne iz imovine
- Načelo podudarnosti prihoda i rashoda

Rashodi trebaju biti usklađeni sa prihodima, tj. planiramo ih u onom vremenu i iznosu kada očekujemo prihode

## Uzroci ubrzanog rasta
Kroz godine javni rashodi su se ubrzano povećavali. Prvi koji je upozorio na ubrzani rast javnih rashoda bio je njemački teoretičar Adolf (Adolph) Wagner u 19. stoljeću.
- Širenje funkcija države - glavni i stvarni razlog
- Povećanje broja stanovnika
- Veća podjela rada
- Proces urbanizacije
- Veća gustoća naseljenosti
- Demokratizacija društva
- Globalizacija

### Pokazatelji dinamike rasta
Veličina i dinamika rasta javnih rashoda može se mjeriti sljedećim pokazateljima :
- udjelom javnih rashoda u bruto domaćem proizvodu (BDP)

Formula : {\displaystyle R={\frac {G}{Y}}}
- koeficijentom elastičnosti javnih rashoda

Formula : {\displaystyle E={\frac {\Delta G}{G}}\cdot {\frac {Y}{\Delta Y}}}
- graničnom sklonosti javnoj potrošnji

Formula : {\displaystyle g={\frac {\Delta G}{\Delta Y}}}

## Metode procjenjivanja efikasnosti javne potrošnje
Uvijek se postavlja pitanje da li je neki rashod opravdan, tj. da li njegovo korištenje ima dovoljno koristi u odnosu na sam trošak. Zbog toga su se razvile metode kojima se procjenjuje efikasnost javnog rashoda. U tu svrhu razvijene su metode koje možemo svrstati u dvije grupe :
- Metode izbora

1. Cost Benefit analiza
2. Cost Effectiveness analiza

- Metode optimalizacije

1. Metoda linearnog programiranja
2. Metoda operacijskih istraživanja

## Racionalizacija javnih rashoda
Velika ekspanzija javnih rashoda dovela je u pitanje temelje mješovitog gospodarstva i zbog toga se javlja pitanje ograničavanja daljnjeg rasta javne potrošnje. Stoga se s razlogom postavlja nekoliko ključnih pitanja koja se tiču racionalizacije javnih rashoda :
- Tko treba biti ponuđač, a tko proizvođač javnih dobara

Javna dobra uvijek financira država, ali se ona mogu proizvoditi i u privatnom i u javnom sektoru. Pobornici privatizacije tvrde da je država najlošiji poduzetnik i da bi proizvodnju javnih dobara trebalo što više prepustiti privatnom sektoru. Druga pak strana naglašava da privatizacija ima i ozbiljne nedostatke, posebice tamo gdje glavni motiv i cilj nije profit (npr. poslovanje bolnica). Rješenje zapravo i nije u obliku vlasništva, nego u razvijanju konkurentskih odnosa.
- Nezadovoljavajuća politika cijena

Često se usluge nude po nižoj cijeni od graničnih troškova njihove proizvodnje i tu se javlja neracionalnost i rasipanje resursa. Takvu praksu treba napustiti gdje god je to moguće. Ponekad takva praksa može biti kratkoročno opravdana (npr. niža cijena infrastrukture kao poticaj ravnomjernijem regionalnom razvoju), ali uvijek je racionalnije primijeniti transparentno subvencioniranje.
- Način ugovaranja cijena isporuke

U situaciji kada je proizvodnja javnih dobara u privatnom sektoru. Bitno je da se objedini državna nabava i odabere najpovoljnija cijena isporuke na javnom natječaju.
- Organizacijska struktura

Racionalizaciji doprinosi dobra organizacijska struktura u kojoj su jasno definirane prava i odgovornosti za izvršenje određenih zadataka te proces odlučivanja.
- Određivanje normativa, standarda i postupaka, te klasifikacija ustanova koje ih obavljaju
- Mjere administrativnog ograničavanja ukupnog iznosa javnih rashoda ili pojedinih komponenata

## Wiki poveznice
- Adolph (Adolf) Wagner (engl.)
- Adolph (Adolf) Wagner (njem.)
- Cost-benefit analysis (engl.)
- Kosten-Nutze-Analyse (njem.)

## Vanjske poveznice
- - Institut za javne financije
- Arhivirana inačica izvorne stranice od 1. prosinca 2011. (Wayback Machine) - Ministarstvo financija Republike Hrvatske
- Arhivirana inačica izvorne stranice od 5. veljače 2012. (Wayback Machine) - Javne financije - Javni rashodi